# Windorgel

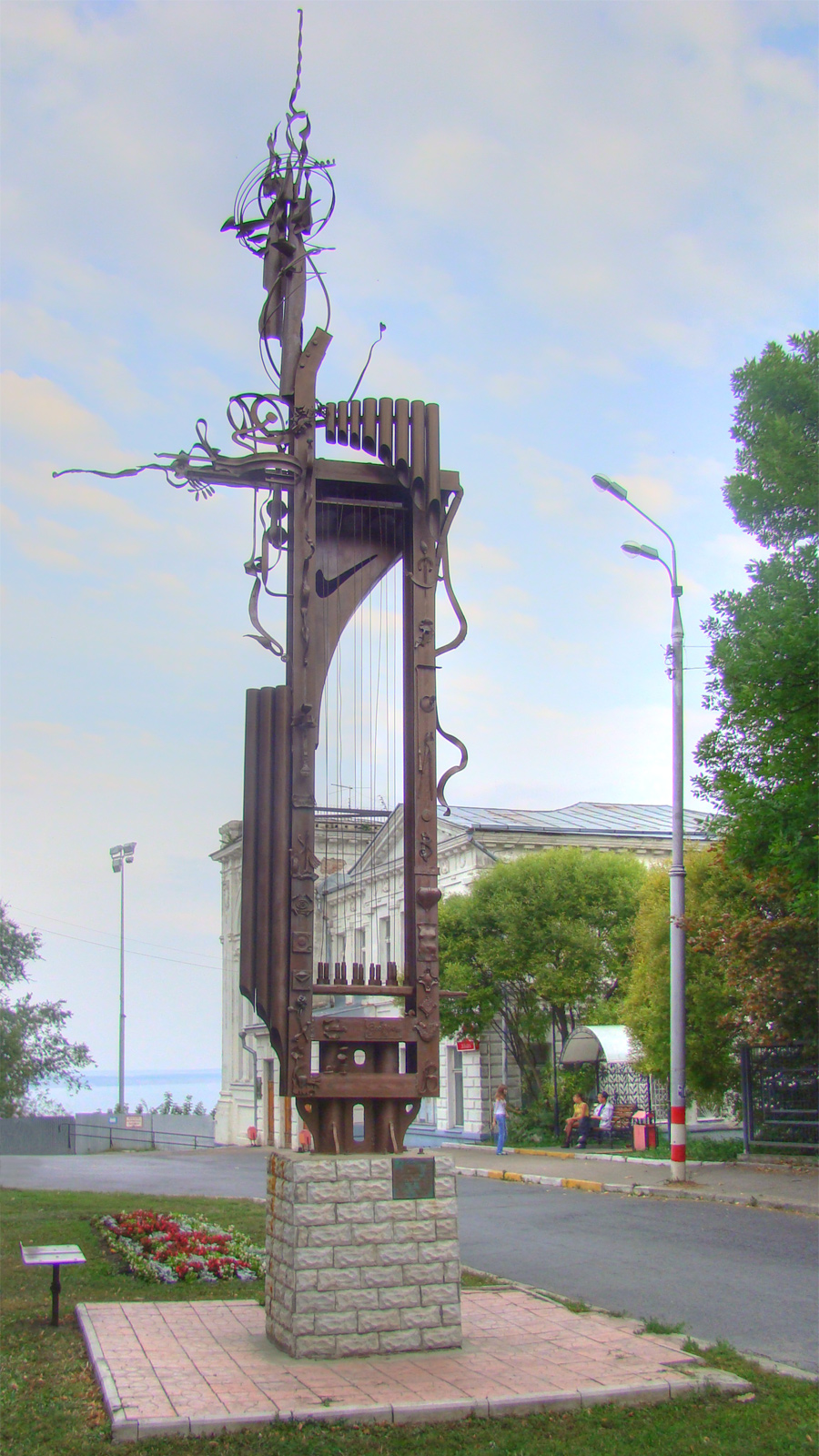
Een windorgel als sculptuur

Een windorgel is een muziekinstrument bestaande uit holle buizen van verschillende lengtes die 'bespeeld' worden door de wind. Deze objecten in de buitenlucht zijn vaak tegelijkertijd bedoeld als sculptuur.
Grotere, stationaire modellen zoals het Windorgel in Vlissingen werken net als een gewoon pijporgel: wanneer wind door de pijpen blaast produceren deze geluid op dezelfde wijze als orgelpijpen van een standaard orgel.

## Windklokken
Kleinere, verplaatsbare windklokken produceren over het algemeen geluid doordat de wind het geheel in beweging brengt waardoor de buisjes met elkaar in contact komen of met een centrale klepel. Deze modellen ziet men soms als visuele en akoestische decoratie in een tuin of op een terras.
De oorsprong van het ophangen van windklokken bevindt zich in India. In de tweede eeuw werden daar windorgels gebruikt voor het wegjagen van boze geesten bij pagodes. Later breidde het gebruik zich uit naar China waar ze werden opgehangen in tempels, paleizen en huizen.

## Afbeeldingen
| - Houten windorgel (Duitsland) - Windklokken (Kaapstad) - Windklokken (Israël) - Dhvaja, dak met windklokken van klooster Jokhang, Tibet |